# St.-Thomas-Kirche (Tribsees)

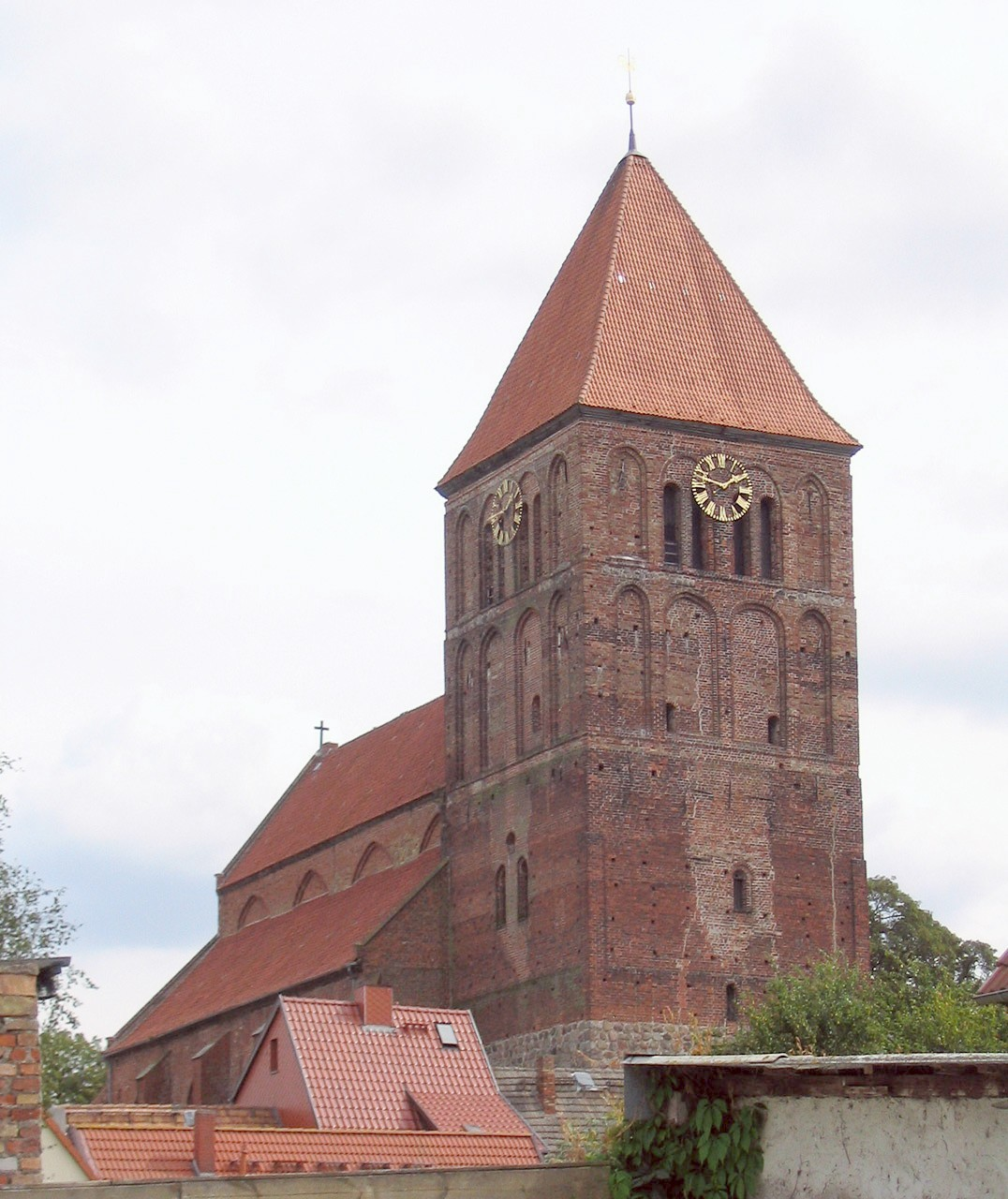
St. Thomas in Tribsees

Die St.-Thomas-Kirche in Tribsees im deutschen Bundesland Mecklenburg-Vorpommern ist ein aus dem 13./15. Jahrhundert stammendes Kirchengebäude im Stil der norddeutschen Backsteingotik. Sie wurde nach dem heiligen Thomas Becket, dem Erzbischof von Canterbury benannt.

## Bau
Von dem basilikalen Vorgängerbau aus dem zweiten Viertel des 13. Jahrhunderts sind der massive spätromanische Turm sowie Mauerreste des Langhauses erhalten. Die relativ groß angelegte Kirche mit dem für Mecklenburg und Vorpommern untypischen fünfachtel Chor zeigt die damalige Bedeutung der Stadt Tribsees. Der jetzige Bau stammt größtenteils aus der ersten Hälfte des 15. Jahrhunderts. Bei einem Brand 1702 wurde die Thomaskirche schwer beschädigt und bis 1735 wieder aufgebaut. Der Ostgiebel des Kirchenschiffs trägt oberhalb des Dachabschlusses des Chors in Ziegeln die Jahreszahl 1731. In den Jahren 1861 bis 1869 wurde die Kirche neugotisch umgebaut.

## Inneres und Ausstattung

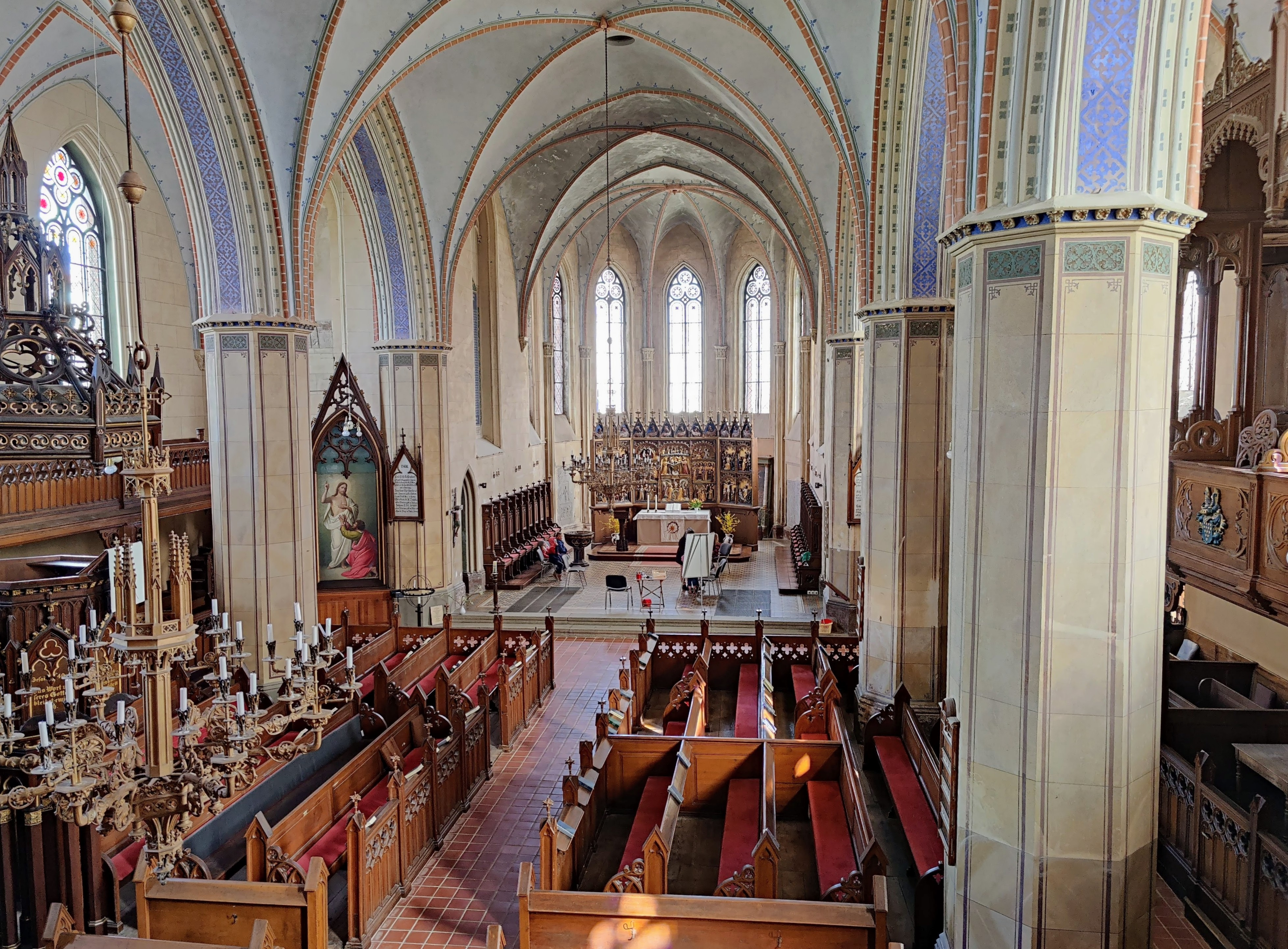
Innenraum

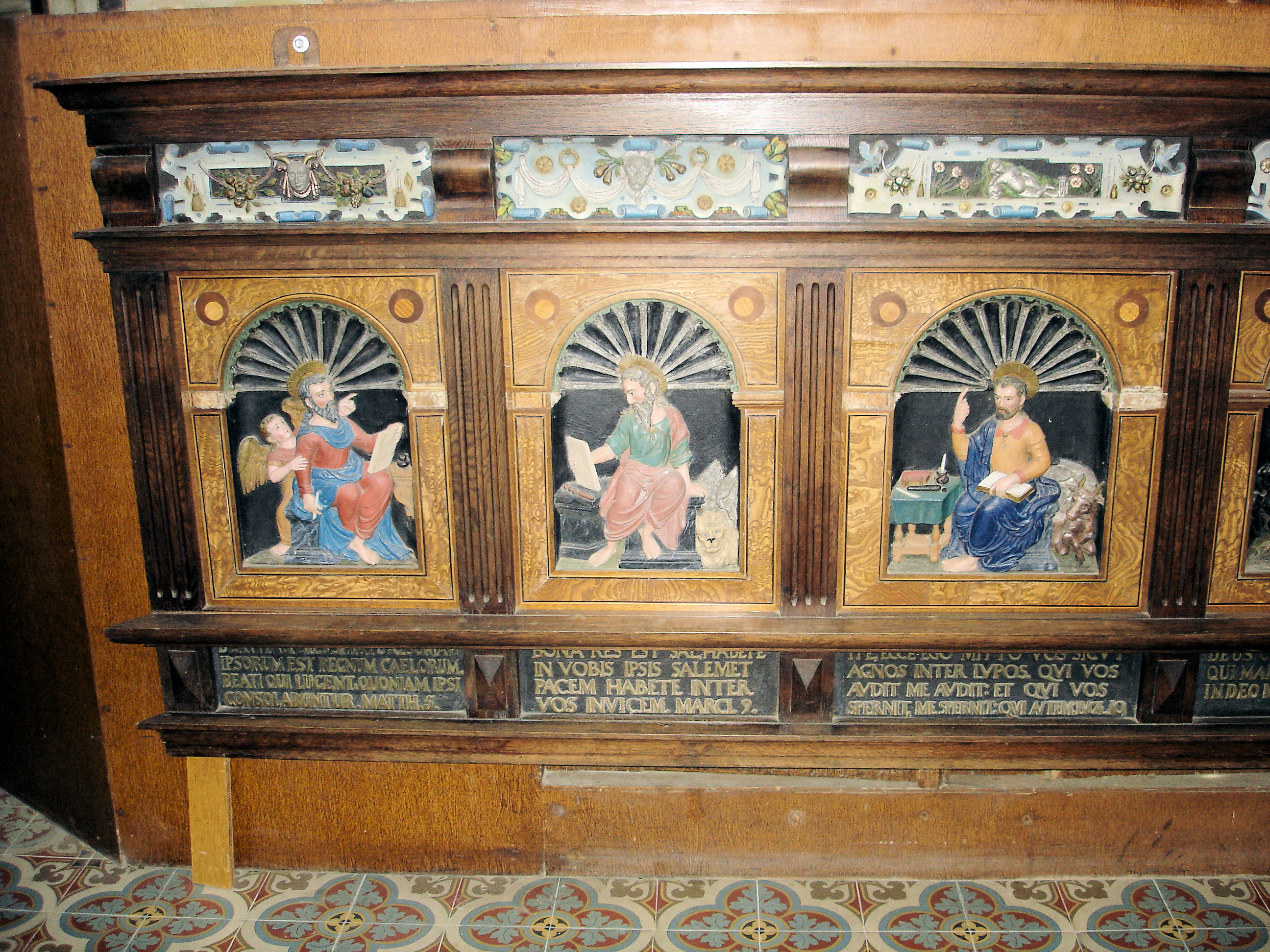
Drei der vier Evangelisten vom Kanzelstück

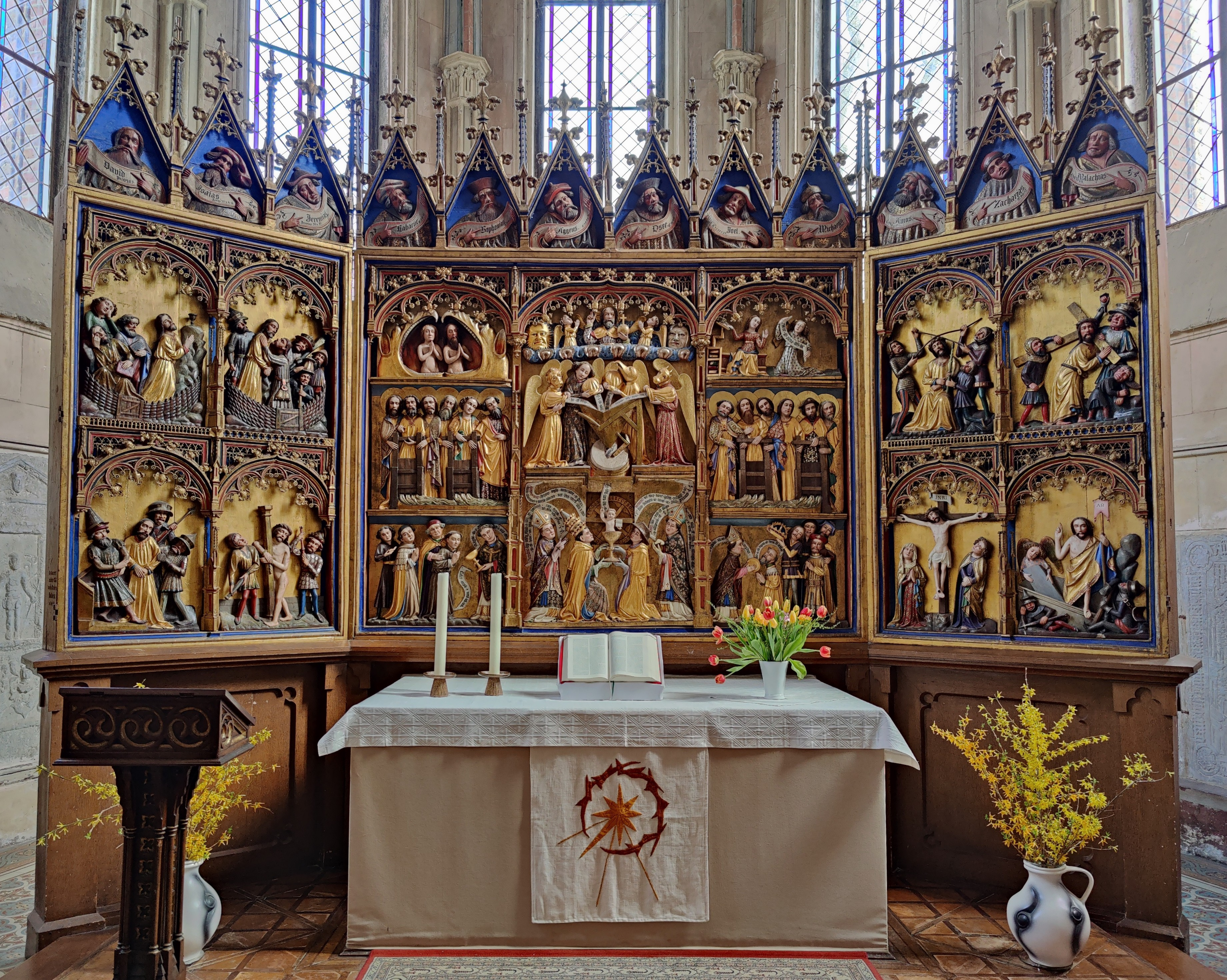
Mühlenaltar

Weiß und rot abgesetzte Kreuzrippengewölbe zeichnen das Kirchenschiff aus. Die Sakristei ist mit einem spätgotischen Kreuzgewölbe überspannt. Zwischen 1861 und 1869 erfolgten neogotische Holzeinbauten: die Kanzel, die Emporen, das Gestühl und die Patronatsloge mit zwei Wappen der Familie von Hennigs, sowie einem Wappen der Familie von Bülow. Der Taufstein stammt aus dem Jahr 1869.

### Lübecker Kanzelstück
Die sieben Holzreliefs stammen von der Kanzel der Jacobikirche in Lübeck aus dem Jahr 1577. Diese war von dem Lübecker Ratsherrn Johann Spangenborch der dortigen Kirche gestiftet worden und 1698 in Lübeck abgebrochen worden. 1735 kamen „die rundbogig geschlossenen Füllungen mit ziemlich guten, figürlichen Darstellungen in hoch erhabener Arbeit“ zur Ergänzung der Ausstattung nach Tribsees. Es handelt sich um die vier Evangelisten, zwei Apostel und den Gekreuzigten, bei dem das Stifterpaar kniet. An den Ecken befanden sich Karyatiden.

### Mühlenaltar
Hervorzuheben ist der Mühlenaltar, der im zweiten Viertel des 15. Jahrhunderts von einer Rostocker Werkstatt gefertigt wurde. Er zeigt das Relief der Sakramentsmühle mit Christus als Weltenrichter. Außerdem zeigen die einzelnen Altarbilder eine nahezu komplette Darstellung der Kernszenen der Bibel, beginnend bei Adam und Eva (die, weil von Gott geschaffen, keinen Nabel haben) bis hin zur Auferstehung. In der eigentlichen „Mühlenszene“ gießen die vier Evangelisten – flankiert von den 12 Aposteln – aus Kornsäcken Zitate aus den Evangelien in Form von Spruchbändern in den Trichter einer Getreidemühle. Aus dem Mund der Mühle fällt – wieder auf einem Spruchband – das Wort, das direkt darunter im Jesusknaben fleischliche Gestalt annimmt. Die knienden Kirchenväter Gregor und Hieronymus, assistiert von Ambrosius und Augustinus, fangen das Kind in einem Kelch auf.

### Orgel

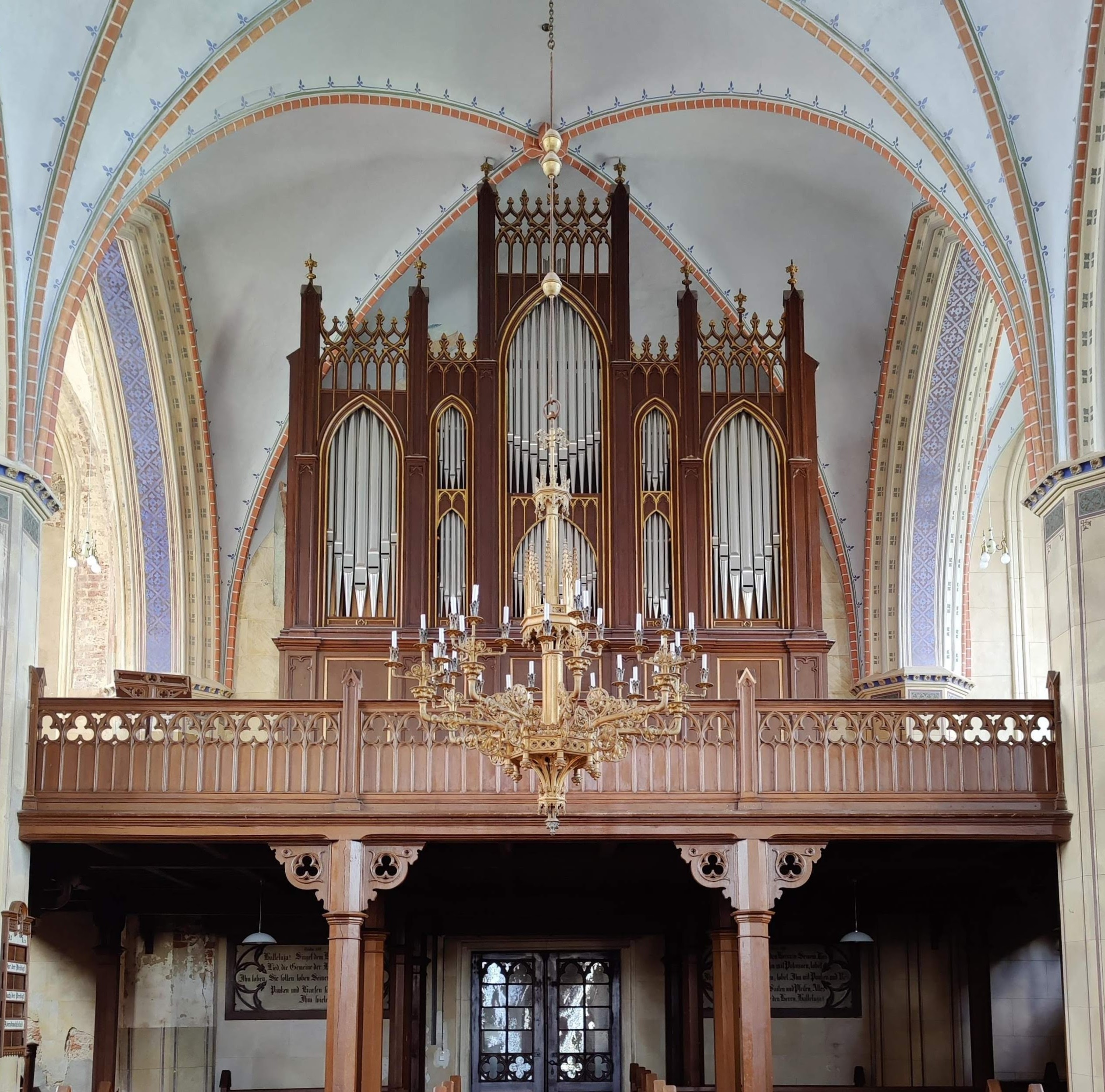
Die Buchholz-Orgel von 1831

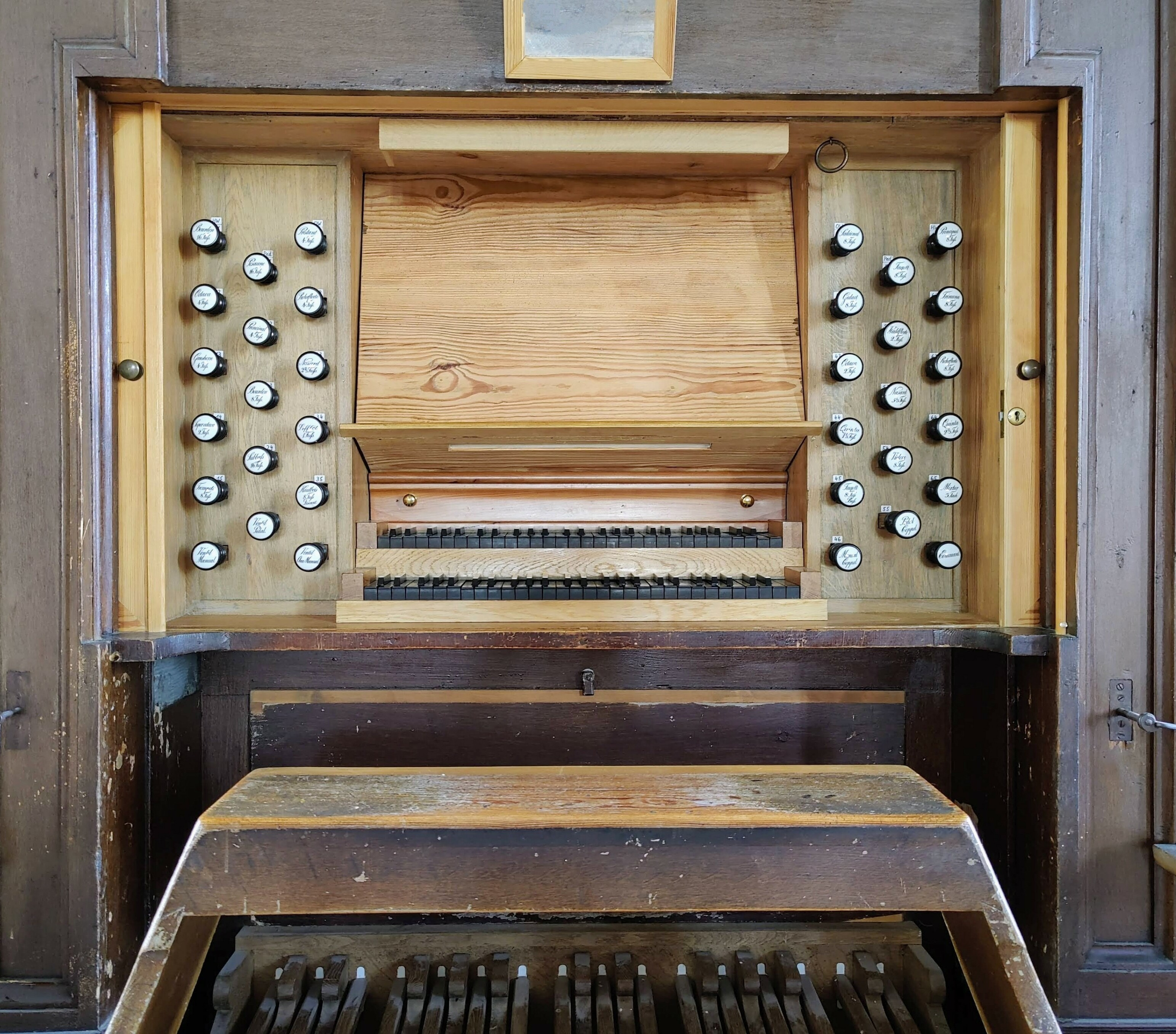
Spielanlage der Orgel

Die aus dem Jahr 1831 stammende Orgel mit 28 Registern auf zwei Manualen und Pedal wurde von Carl August Buchholz gebaut. Der neugotische Prospekt zeigt reiche Verzierungen mit zum Teil durchbrochenen Maßwerkformen. 1996 erfolgte eine Restaurierung durch Rainer Wolter aus Zudar. Die Disposition lautet:
| I Hauptwerk C–f3 |              |       |
| 1.               | Principal    | 8′    |
| 2.               | Bourdon      | 16′   |
| 3.               | Trinuna      | 8′    |
| 4.               | Rohrfloete   | 8′    |
| 5.               | Octava       | 4′    |
| 6.               | Gemshorn     | 4′    |
| 7.               | Quinta       | 2 ⁄3′ |
| 8.               | Super octava | 2′    |
| 9.               | Mixtur       | 3′    |
| 10.              | Trompete     | 8′    |

| II Oberwerk C–f3 |            |       |
| 11.              | Salcional  | 8′    |
| 12.              | Gedact     | 8′    |
| 13.              | Prestant   | 4′    |
| 14.              | Rohrfloete | 4′    |
| 15.              | Nasard     | 2 ⁄3′ |
| 16.              | Octavia    | 2′    |
| 17.              | Quinta     | 1 ⁄3′ |
| 18.              | Sifflöt    | 1′    |
| 19.              | Fagott     | 8′    |
| 20.              | Hautbois   | 8′    |

| Pedal C–d1 |            |        |
| 21.        | Subbass    | 16′    |
| 22.        | Violon     | 8′     |
| 23.        | Bourdon    | 8′     |
| 24.        | Nasard     | 5 1⁄3′ |
| 25.        | Prinzipal  | 4′     |
| 26.        | Waldfloete | 2′     |
| 27.        | Posaune    | 16′    |
| 28.        | Fagott     | 8′     |

- Koppeln: Manual-Coppel (II/I), Pedal-Coppel (I/P)
- Nebenregister: 3 Sperrventile, Evacuant, Calcantenglocke

### Geläut
Die zwei Glocken stammen aus den Jahren 1485 und 1764.

## Gemeinde
Die evangelische Kirchgemeinde gehört seit 2012 zur Propstei Stralsund im Pommerschen Evangelischen Kirchenkreis der Evangelisch-Lutherischen Kirche in Norddeutschland. Vorher gehörte sie zum Kirchenkreis Demmin der Pommerschen Evangelischen Kirche.

## Erhalt der Thomaskirche
Renovierungen im 21. Jahrhundert wurden durch die Förderung der Deutschen Stiftung Denkmalschutz möglich.

## Pilgerkirche auf dem Jakobsweg
Die Thomaskirche liegt am historischen Ostseezweig Via Baltica des Jakobswegs.

## Personen
- Ludolf von Bülow, von 1302 bis 1331 Archidiakon in Tribsees
- Johann Joachim Spalding,  Theologe,  1714 geboren in Tribsees,  1735 bis 1745 Hilfsprediger in Tribsees